# Karniewo (powiat ciechanowski)
Karniewo – wieś sołecka w Polsce położona w województwie mazowieckim, w powiecie ciechanowskim, w gminie Regimin.
Wieś szlachecka położona była w drugiej połowie XVI wieku w powiecie ciechanowskim ziemi ciechanowskiej. W latach 1975–1998 miejscowość należała administracyjnie do województwa ciechanowskiego.